# Cruziohyla calcarifer
La rana espléndida (Cruziohyla calcarifer) es una especie de anfibio anuro de la familia de ranas arbóreas Hylidae.
Se distribuye por Ecuador, Colombia, Panamá, Costa Rica, Honduras y Nicaragua. Habita en el dosel arbóreo de bosques tropicales primarios de tierras bajas, en altitudes inferiores a los 500 m. Es nocturna.